# YOJI
Yoji, souvent écrit YOJI d'après ses publications officielles, (anciennement connu sous le nom de scène Yoji Biomehanika ainsi que plusieurs autres tels que Mutant DJ, Ozaka Oz, Bionico, Biomehanika et The Arcade Nation) est un producteur et DJ japonais trance/hard trance. Il est noté pour son côté vestimentaire extravagant, ses manières de divertir derrière et devant les platines, et son style qu'il nomme « tech dance ». En plus du Japon, Yoji a également joué aux États-Unis, soit en Californie du Sud au Electric Daisy Carnival devant une foule estimée à une dizaine de milliers de personnes.

## Biographie
Le style musical de Yoji s'est conséquemment modifié durant sa carrière de DJ - il débute dans la trance au début des années 1990 avant de se focaliser sur une variante du style hard trance au début des années 2000. Il compose de nombreux anthems hard trance tels que Hardstyle Disco et Samurai. 
En 2007, Yoji abandonne son nom de scène 'Yoji Biomehanika' et le change pour "Techy Techy". Yoji nomme sa variante musicale « tech dance » et peut se décrire en un mélange entre de la hard dance et la techno, principalement caractérisé par son tempo rapide. Au début de l'année 2012, Yoji annonce par le biais de son blog Ameba que son label Hellhouse est désormais fermé dans le but de fonder un nouveau label nommé "dieTunes". Le site officiel et le label ont été officiellement créés au début du mois de juin, et 3 nouveaux E.P. seront diffusés dès juillet 2012 à cette occasion,.

## Discographie

### Albums
- Technicolor NRG Show (2001)
- Greatest Works (2002)
- Tales From the Big Room (2004)
- X Years of Hellhouse (2010)

### Compilations
- Vible 03
- Vible 01
- Tech Dance Euphoria
- The Future of Hard Dance 1 & 2
- Music for the Harder Generation Volume 2
- Goodgreef: Album 3 (CD2 only)
- Pharmacy Vol. 4 - Reign in Blood

### Singles
- Love Is All
- More Than Rave
- Sandwich
- Surrender
- Don't Wake Me From The Dream (2010 Summer Edition)
- Don't Wake Me From The Dream
- From Flower To Flower
- Airport
- Techy Techy

### Remixes
- Organ Donors - Cutting Edge (Yoji's Tech Dance Retouched Ver.) (sur VIBLE 03)
- Organ Donors - Makes Girlies Wet (Yoji's Tech Dance Retouched Ver.) (sur VIBLE 03)
- As If In A Dream (Biomehanika Rework) - Night Liberator
- Theme Of Arcade Nation (Yoji Remix) - The Arcade Nation
- Eternal (Yoji Remix) - Eternal Rhythm
- Talkin' Talkin' (Yoji's Hoover Added Edit) - George-S
- Purity (Yoji's Tech Dance Remix) - Joey V
- Concentrate (Yoji Rework) - Night Liberator
- G-Sigh (Yoji Remix) - Remo-con
- Game (Yoji's 140Bpm Tech-dance Re-rub) - Ayumi Hamasaki
- Game (Yoji's Vocal Remix) - Ayumi Hamasaki
- Game (Yoji's Instrumental Remix) - Ayumi Hamasaki
- Existence (Yoji Remix) - Scott Attrill
- Time to Time 2007 (Yoji Remix) - Atomizer
- Dark Angel (Yoji Biomehanika Remix) - Blutonium Boy
- Concept Of Love (Yoji Biomehanika Remix) - Lab4
- The Philosophy Of Religion (Yoji Biomehanika Remix) - Nish
- Get Up Get Down (Yoji Biomehanika Remix) - Eurotrash
- Wildstyle Generation (Yoji Biomehanika Remix) - Trance Generators
- X Bass (Yoji Biomehanika With Mc Magika Hardstyle Remix) - IK
- Hands Up (Yoji Biomehanika Remix) - Arome
- Fire On The Moon (Yoji Biomehanika Remix) - Chris C
- Till Tears Do Us Part (Yoji Biomehanika Remix) - Heavens Cry
- Ligaya (Yoji Biomehanika Remix) - Gouryella
- Iguana (A Different Starting Mix/Yoji Biomehanika Hellhouse Remix) - Mauro Picotto